# 方正镇
方正镇是中国黑龙江省哈尔滨市方正县下辖的一个镇，位于方正县中部，北距松花江15公里。